# Pawel Frenkel
Pour les articles homonymes, voir Frenkel.
Paweł Frenkel (Frenkiel) (né en 1920 à Varsovie et mort le 19 avril 1943 dans la même ville) (en hébreu: פאוול פרנקל) est un des commandants de Żydowski Związek Wojskowy, chef du Département militaire et d'information.
À 18 ans, il adhère au mouvement Betar. Pendant l'Insurrection du ghetto de Varsovie, il commande la défense du siège de ŻZW, dans la bataille de la place Muranowski. Il est tué au combat.